# Lepnica litewska
Lepnica litewska (Silene lithuanica Zapał.) – w niektórych ujęciach systematycznych gatunek rośliny z rodziny goździkowatych. Takson opisany przez Hugo Zapałowicza ze wschodniej Europy. W Polsce głównie na Polesiu Lubelskim w okolicach Włodawy, sporadycznie na Nizinie Podlaskiej i na pojedynczych stanowiskach na Pojezierzu Mazurskim – osiąga w Polsce zachodnią granicę zasięgu. W rewizji taksonomicznej roślin z całego zasięgu lepnicy baldaszkowej Atocion armeria cechy diagnostyczne dla Silene lithuanica uznane zostały za mieszczące się w naturalnej zmienności Atocion armeria. Nazwa Silene lithuanica (tudzież Atocion lituanicum) uznane zostały za synonim Atocion armeria. Takie rozstrzygnięcie przyjmowane jest we współczesnych bazach taksonomicznych.

## Morfologia
PokrójRoślina o wysokości od 20 do 50 cm, pokryta sinym woskowym nalotem.
ŁodygaNaga, rozgałęziona na górze, lepka pod górnymi węzłami.
LiścieNaprzeciwległe, u podstawy łodygi  skupione w różyczkę, kształtu łopatkowato-lancetowatego. Liście łodygowe podłużnie eliptyczne lub równowąskie, siedzące, jednonerwowe, o sercowatej nasadzie.
KwiatyO średnicy około 15 mm, zebrane w dwuramienne wierzchotki. Płatki korony barwy czerwonej, bądź (rzadko) białej, całobrzegie, płasko rozpostarte i z przykoronkiem o długości około 3 mm. Kielich zrosłodziałkowy, z orzęsionymi ząbkami na szczycie, z 10 nerwami barwy czerwonej. Ząbki kielicha krótkie i tępe, zwężone pod szczytem. Liczba pręcików: 10. Słupek z 3 szyjkami.
OwocTorebka o długości od 8 do 10 mm, na szypułce o takiej samej długości. Nasiona drobne.
Gatunki podobne
W publikacjach wyodrębniających lepnicę litewską od lepnicy baldaszkowej, ze cechy odróżniające wskazywane jest: rozgałęzianie się łodygi (litewska górą, baldaszkowa często od nasady), kształt liści (litewska mięsiste, łopatkowolancetowate do lancetowatych, baldaszkowa wiotkie, szerokojajowate), ich unerwienie (litewska jeden nerw, baldaszkowa z wyraźną siatką) i ułożenie (litewska z rozetą u podstawy łodygi, baldaszkowa bez różyczki), barwa kwiatów (litewska czerwone, baldaszkowa jasnopurpurowe).

## Biologia i ekologia
Roślina jednoroczna lub dwuletnia, hemikryptofit. Kwitnie od maja do września. Rośnie na glebach od suchych do świeżych, ubogich, o odczynie lekko kwaśnym. Spotykana głównie na murawach piaskowych i przy drogach, rzadziej w świetlistych i suchych borach sosnowych.

## Zagrożenia i ochrona
Umieszczona na polskiej czerwonej liście w kategorii NT (bliski zagrożenia).
Gatunek objęty w Polsce ścisłą ochroną od 1983 roku do 2014 roku.